# 中国铁路沈阳局集团
中国铁路沈阳局集团有限公司，原名沈阳铁路局，是中国国家铁路集团下属公司。管理的线路总延展长度為17173公里，营业里程8809.2公里。其管理范围基本包括辽宁省全境；吉林省全境；以及内蒙古自治区通辽市以东的铁路线（含锡林浩特地区）；黑龙江省南部铁路；河北省东北部分地区铁路。

## 沿革

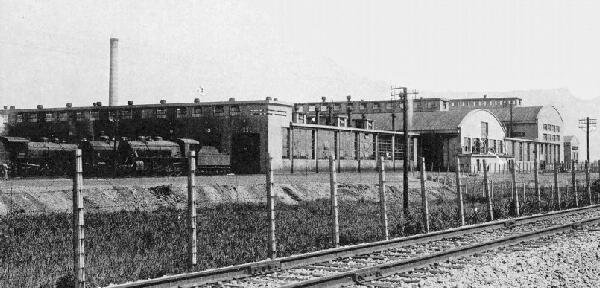
原蘇家屯機关区（1938年）

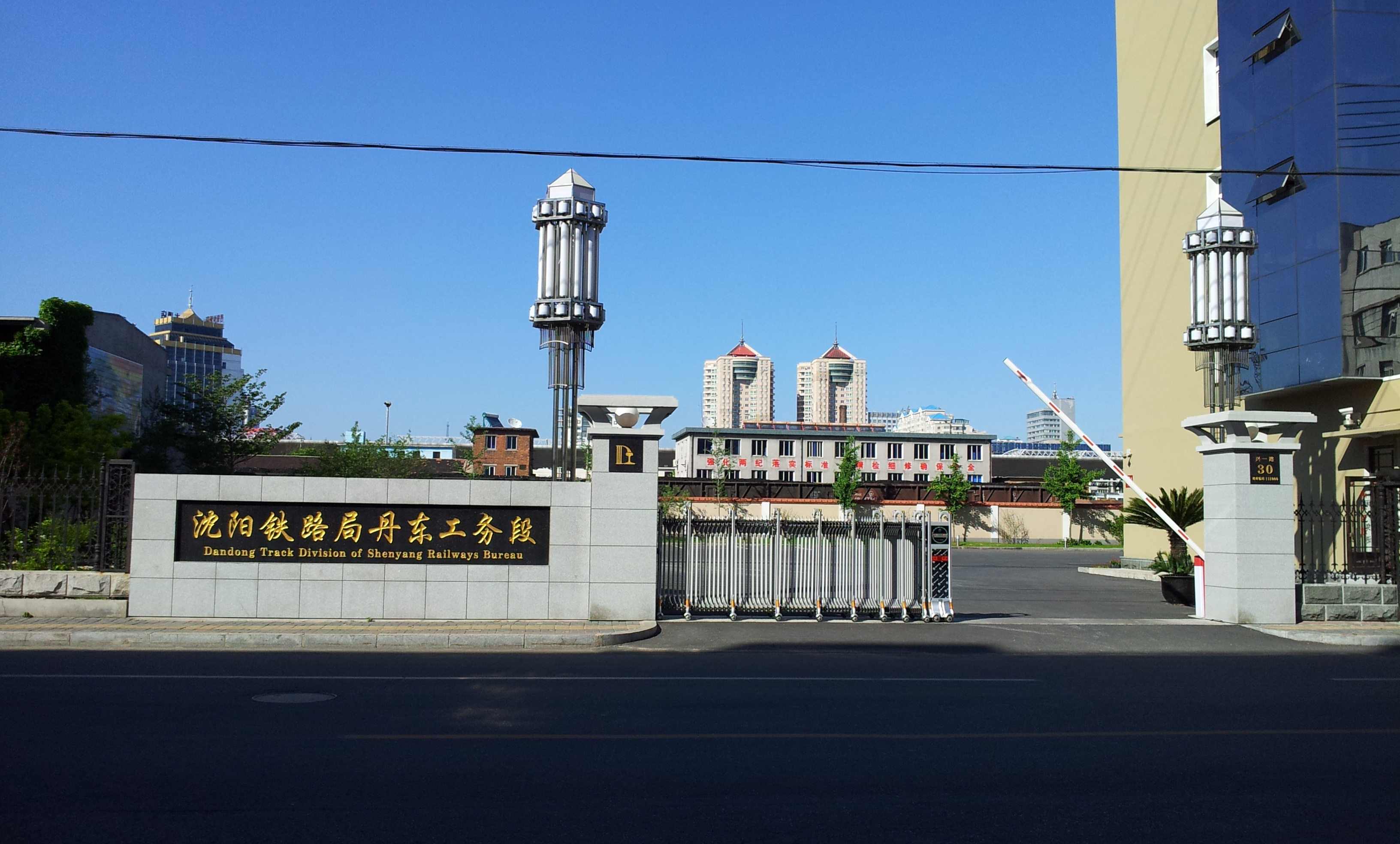
丹东工务段

1948年11月25日沈阳铁路军事管理局成立，领导辽宁、安奉两铁路局。1948年12月1日开始正式办公，同日撤销辽宁铁路局，安奉铁路局改称安东铁路分局。局机关设秘书室及人事、总务、经理、材料、车务、机务、工务、电务8处。1949年3月15日，结束军管，沈阳铁路军事管理局改称为沈阳铁路管理局，局长黄铎，隶属于东北铁路总局，并组建沈阳铁路管理局政治部。1949年5月1日，北平-沈阳间开通直达旅客列车。1949年7月15日，沈山铁路全长845米的大凌河桥修复，沈山铁路恢复通车，不再绕经高新、新义、锦承铁路。
自1950年1月1日，实行全国铁路统一的财务、运输、车辆检查、道岔、信号制度。 1950年5月1日. 中苏合资的中国长春铁路公司正式在哈尔滨开始运作，哈尔滨铁路管理局、沈阳铁路管理局撤销；沈阳分局管内改为中长铁路沈阳四分局；大连分局管内改为中长铁路大连五分局；安东分局划属吉林铁路管理局领导；绥化、佳木斯、鸡西等地铁路划归齐齐哈尔铁路管理局领导。
抗美援朝开始后，辽宁省铁路职工累计有12 200多名入朝支前，有1 800余人立功，265人牺牲。1950年11月13日至12月18日的抗美援朝第二次战役期间，安东铁路分局紧急抢修凤上铁路灌水站至上河口站区段，恢复通车，成为战争期间一条比较靠山、隐蔽的铁路主通道。该铁路宽甸至灌水段原本于1949年9月4日至11月12日拆除，以筹集物资支援关内铁路修复。1950年11月14日，由于抗美援朝繁重、大批紧急的军运任务，吉林铁路管理局安东铁路分局改为东北铁路特派员办事处直接领导。
1952年12月31日，中苏合资的中长铁路全部移交给中国。 1953年1月1日. 哈尔滨铁路管理局正式成立，领导满洲里、哈尔滨、牡丹东、长春、 沈阳、大连、安东7个分局。中长铁路管理局沈阳分局改为哈尔滨铁路管理局沈阳分局，中长铁路管理局大连分局改为哈尔滨铁路管理局大连分局，东北铁路特派员办事处安东分局改为哈尔滨铁路管理局安东分局。
1954年11月12日，沈山线全部复线通车。1955年10月9日，长大铁路复线工程开工，至1958年9月30日长大铁路建成复线通车。
1956年1月1日. 沈阳铁路管理局成立，领导长春、沈阳、大连、安东分局。这4个铁路分局辖区从此至今一直归属沈局。1957年11月16日.沈阳铁路管理局管辖的4个分局撤销，改设4个办事处，基层站段直属于沈局领导。1958年8月1日沈阳铁路局由铁道部领导改为辽宁省和铁道部以双重领导，并以辽宁省领导为主。1958年9月10日，沈阳铁路管理局改称沈阳铁路局，由以前的仅负责铁路运输改为运输、修建一起抓。
1959年7月22日，沈阳至北京的12次特快列车，在沈山铁路绥中境内的前卫—高岭站间遇石河上游水库决口的洪水围困3天3夜，值乘的20多名女列车员抢救旅客600多人和附近灾民300多人，受到隆重表彰，一举成名。12次特快列车事迹被拍成电影。1960年9月，八一电影制片厂根据中国铁路文工团的同名话剧改编并摄制成电影故事片《12次列车》。
1961年2月1日，沈局收归铁道部领导管理。1964年1月1日，沈局所属4个办事处，一律恢复改称铁路分局，同时设党委、政治部。
1968年5月30日，沈阳铁路局革命委员会成立。1969年1月23日.沈阳铁路局成立“五七”干部学校，设在盘锦垦区陈家公社（后迁到羊圈子苇场）.1970年5月13日，沈阳铁路局成立党的核心领导小组。1971年5月18日恢复设立党委。
1972年9月6日沈阳机务段改为内燃客运机务段，至1979年12月末全部更换为国产内燃机车，沈阳机务段成为全国铁路最大的客运机务段。
1978年1月1日. 铁道部第一工程局第六工程处划属沈阳铁路局，改为沈阳铁路局工程处。现为中铁九局集团第四工程有限公司。
1978年5月15日沈阳铁路局、各分局、站段革委会也相继撤销。
1983年10月1日，沈阳、锦州、吉林三个铁路局合并为新的沈阳铁路局，原齐齐哈尔铁路局白城分局并入。路局下辖11个分局：沈阳、大连、丹东、长春、锦州、阜新、通辽、吉林、通化、图们、白城分局；3个工程处：沈阳、锦州、吉林工程处；3个工业公司：沈阳、锦州、吉林工业公司；1个锦州工务大修总队。
1994年，沈阳铁路局进行了工商登记。
2017年11月1日，成都、南宁、西安、沈阳等4家铁路局的名称变更通过国家工商行政管理总局核准，沈阳铁路局名称变更为中国铁路沈阳局集团有限公司（(国)名称变核内字[2017]第5118号）。
2017年11月14日，在国家企业信用信息公示系统中，中国铁路沈阳局集团有限公司已完成工商登记变更。工商登记变更后，中国铁路沈阳局集团有限公司仍为中国铁路总公司100%控股的公司，公司由原先的全民所有制企业变成有限责任公司（非自然人投资或控股的法人独资）企业，注册资本由原先的2218.56065亿元变更为3032.94418亿元人民币，经营范围增加铁路专用设备及相关工业设备的制造、安装、维修、销售、租赁，工程总承包及管理，房地产开发和经营，铁路土地管理、咨询服务，商务信息咨询，技术开发转让，信息系统集成、研发和服务，花卉苗木种植、销售、租赁，酒销售，农副产品加工、销售，畜、牧、鱼养殖管理，农作物、蔬菜、水果种植管理等。
2017年11月19日，中国铁路沈阳局集团有限公司正式挂牌。

## 机构设置

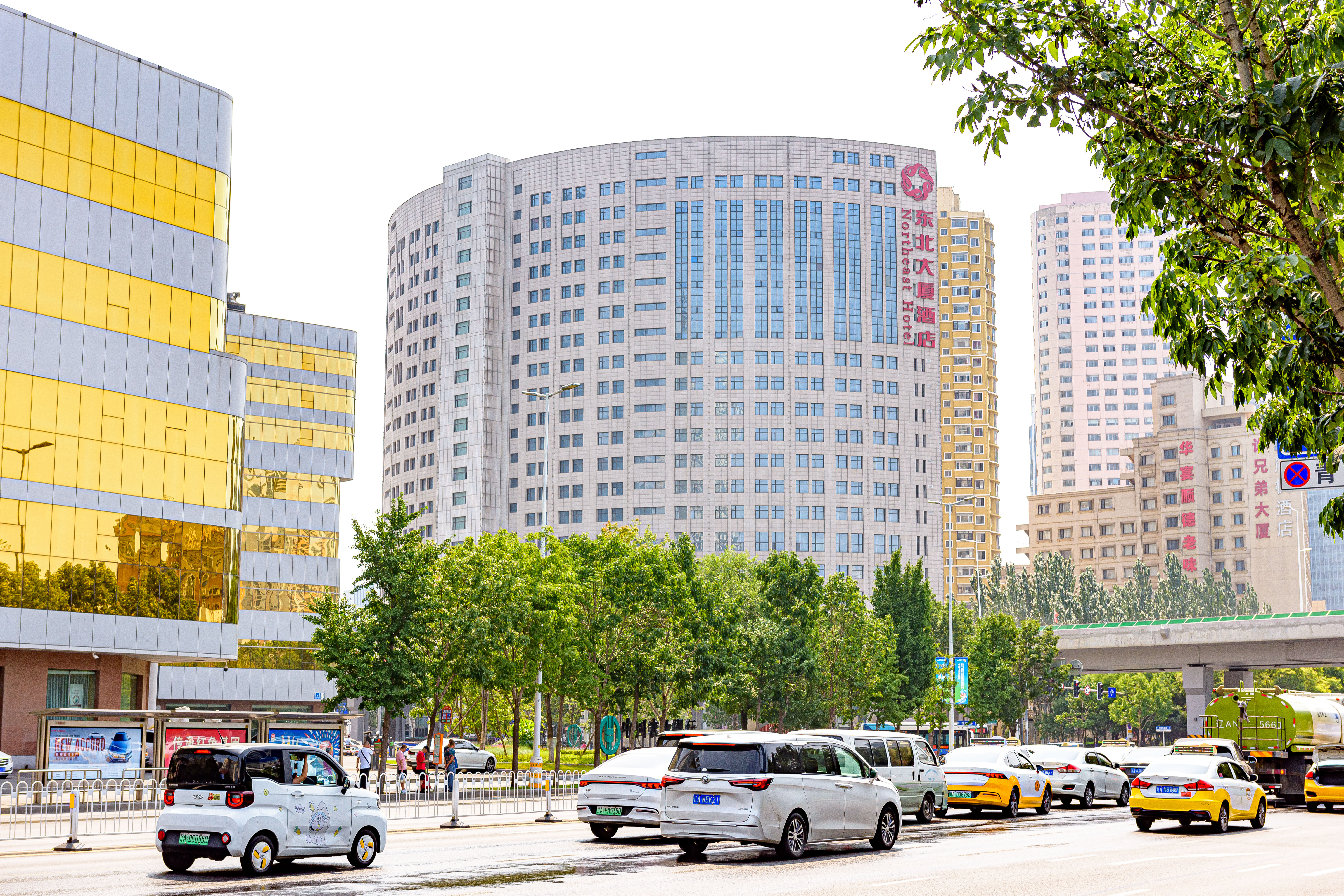
沈阳铁道文旅集团有限公司东北大厦酒店

沈阳局集团设置机务段8个、直属车站15个（其中特等站5个、一等站9个、二等站1个）、车务段15个、客运段5个、供电段5个、工务段15个、工务机械段1个、车辆段5个、电务段6个、动车段1个、房产建筑生活段10个。
中国铁路沈阳局集团有限公司设置下列铁路站段：

### 机务段
机务段负责存放、维护、检修铁路机车，工作通常包括清洗、加油、加水、检修、除尘等。沈阳局集团已撤销机务段包括：沈阳西机务段（西段，已并入沈阳机务段）、山海关机务段（山段，已并入沈阳机务段）、丹东机务段（丹段，原被沈阳西机务段合并，沈阳西机务段被苏家屯机务段合并后，原丹东机务段划归沈阳机务段）、本溪机务段（溪段，已并入苏家屯机务段）、瓦房店机务段（瓦段，已并入大连机务段）、灵山机务段（灵段，已并入大连机务段）、长春机务段（春段，已并入吉林机务段）、图们机务段（图段，已并入吉林机务段）、新站机务段（站段，已并入吉林机务段）、浑江机务段（浑段，1999年撤并到通化机务段，2004年12月撤消浑江机务分段）、通化机务段（通段，2004年8月撤并入梅河口机务段）、阜新机务段（阜段，已并入锦州机务段）、叶柏寿机务段（叶段，已并入锦州机务段）、大虎山机务段（虎段，已并入锦州机务段）、泉阳机务段（泉段，1999年撤并到通化机务段，2004年12月撤消泉阳机务分段）、赤峰机务段（赤段，已并入通辽机务段）、彰武机务段（彰段，已并入通辽机务段）、郑家屯机务段（郑段，已并入白城机务段）、大安北机务段（安段，已并入白城机务段）、辽源机务分段（2004年12月撤销）、集安机务折返段（2004年12月撤销）、临江机务折返段（2004年12月撤销）、松树镇机务折返段（2004年12月撤销）。梅河口机务段2009年撤并至吉林机务段，设梅河口运用、整备车间及通化运用、整备车间，2011年梅河口机务段重建。此外，沈局沈段、苏段、锦段、辽段（2018年起）、白段（2017年起）、连段已实施电气化。
- 沈阳机务段（沈段）
- 苏家屯机务段（苏段）
- 锦州机务段（锦段）
- 吉林机务段（吉段）
- 通辽机务段（辽段）
- 白城机务段（白段）
- 大连机务段（连段）
- 梅河口机务段（梅段）

- 沈阳机务段内的韶山9G型电力机车第0093号
- 苏家屯机务段丹东车间（2015年）。
- 苏家屯机务段内的ND5型柴油机车第0351号
- 吉林机务段图们综合车间

### 车务站段
直属特等站
- 长春站
- 沈阳站
- 裕国站
- 苏家屯站
- 山海关站

直属一等站
- 沈阳北站
- 长春北站
- 四平站
- 大连站
- 大连北站
- 金州站
- 丹东站
- 锦州站
- 通辽站

车务段
- 长春车务段
- 白城车务段
- 沈阳车务段
- 鞍山车务段
- 大连车务段
- 本溪车务段
- 锦州车务段
- 阜新车务段
- 白音胡硕车务段
- 赤峰车务段
- 通辽车务段
- 吉林车务段
- 延吉车务段
- 梅河口车务段
- 通化车务段

### 客运段
- 沈阳客运段
- 长春客运段
- 大连客运段
- 吉林客运段（已并入长春客运段）
- 锦州客运段（已撤销）

### 供电段
- 沈阳供电段
- 长春供电段
- 大连供电段
- 锦州供电段
- 吉林供电段
- 通辽供电段

### 工务段
- 长春工务段
- 白城工务段
- 沈阳工务段
- 辽阳工务段
- 大连工务段
- 丹东工务段
- 锦州工务段
- 阜新工务段
- 通辽工务段
- 赤峰工务段
- 吉林工务段
- 图们工务段
- 通化工务段
- 四平工务段
- 山海关工务段

### 工务机械段
- 沈阳工务机械段

### 车辆段
- 沈阳车辆段
- 长春车辆段
- 苏家屯车辆段
- 锦州车辆段
- 吉林车辆段

### 电务段
- 沈阳电务段
- 长春电务段
- 锦州电务段
- 吉林电务段
- 通辽电务段
- 大连电务段

### 动车段
- 沈阳动车段

### 房产建筑生活段
- 长春房产建筑生活段
- 白城房产建筑生活段
- 沈阳房产建筑生活段
- 大连房产建筑生活段
- 锦州房产建筑生活段
- 阜新房产建筑生活段
- 通辽房产建筑生活段
- 吉林房产建筑生活段
- 通化房产建筑生活段
- 丹东房产建筑生活段

## 历任领导
东清铁道管理局
- 局长：狄米特里·列奥尼德维奇·霍尔瓦特（1903.7-1920.11）

南满洲铁道株式会社（1906.11-1945.9）总裁见条目
| 局长 - 王光文（1959.6-1961.2） - 王树恩（1961.2-1967.5） 军事管理委员会（1967.5-1968.5） 革委会主任 - 甘伯勋（1968.5-1970.5） - 田仁明（1970.5-1973.9） - 王树恩（1973.9-1978.5） 局长 - 贺力（1978.5-1981.3） - 李森茂（1981.3-1982.4） - 徐国禄（1982.6-1986.6） | 党委书记 - 苏杰（1959.6-1961.2） - 洛刚（1961.2-1963.9） - 赵进先（1965.9-1967.5） 军事管理委员会（1967.5-1968.5） 党的核心领导小组组长 - 田仁明（1970.5-1971.5） 党委书记 - 田仁明（1971.5-1973.9） - 王树恩（1973.9-1978.5） - 李震（1978.5-1983.1） - 段涌泉（1983.1-1985.12） |

| 局长 - 黄铎（1948.11-1949.5） - 廖诗权（1949.5-1955.2） - 赵文普（1955.2-1959.10） | 党委书记 - 尹诗炎（1948.11-1949.5） - 赵文普（1949.5-1959.10） |

| 局长 - 杨国辉（1959.10-1961.2） - 李立行（1961.2-1967.2） 革委会主任 - 符必久（1968.4-） - 宋宪孔（1970.5-1973.9） - 栗占华（1973.9-1977.7） - 栾永之（1977.7-1978.4） 局长 - 栾永之（1978.4-1980.10） - 董庭恒（1980.10-1982.12） - 王宝庆（1983.1-1983.9） | 党委书记 - 陈敬迁（1959.10-1963.7） - 栗占华（1963.7-1967.2） - 宋宪孔（1970.11-1973.9） - 栗占华（1973.9-1977.7） - 王云汉（1977.7-1978.4） - 李克基（1978.4-1983.1） - 王柏成（1983.1-1983.9） |

| 局长 | 党委书记 |

沈阳铁路局
| 局长 - 李大强（1986.6-1989.11） - 张晓俊（1989.11-1993.4） - 刘志军（1993.4-1994.11） - 王振秋（1994.11-1998.4） - 张伟（1998.4-2003.5） - 王占柱（2003.5-2004.5） - 康维韬（2004.5-2005.8） - 刘树蓂（2005.8-2006.2） - 王占柱（2006.2-2016.8） - 张海涛（2016.9-2017.11） | 党委书记 - 马俊臣（1986.1-1988.11） - 李大强（1988.11-1989.11） - 马增清（1989.11-1999.3） - 宋大悦（1999.3-2003.5） - 康维韬（2003.5-2004.5） - 邱发义（2004.5-2005.8） - 瞿建明（2005.8-2008.10） - 吴利民（2008.10-2009.11） - 武汛（2009.11-2011.12) - 张国敏（2011.12-2015.12） - （2015.12-2016.8由党委集体领导） - 张海涛（2016.8-2016.11） - 汤晓光（2016.11-2017.11） |

中国铁路沈阳局集团有限公司
| 董事长兼党委书记 - 张海涛（2017.11-2018.6） - 单立军（2018.6-2020.9） - 张千里（2020.9-2024.6） - 赵峻（2024.6-） | 总经理 - 汤晓光（2017.11-2020.4） - 吴新红（2020.4-2021.9） |